# Moralens väktare gifter sig
Moralens väktare gifter sig (franska: Le Gendarme se marie) är en fransk-italiensk komedifilm från 1968 i regi av Jean Girault.
Filmen är den tredje i en serie med sex filmer om gendarmeriet i Saint-Tropez med Louis de Funès i huvudrollen.

## Rollista i urval
- Louis de Funès - kvartermästare Ludovic Cruchot
- Claude Gensac - Josepha Cruchot
- Geneviève Grad - Nicole Cruchot
- Michel Galabru - polischef Jérôme Gerber
- Christian Marin - gendarm Albert Merlot
- Jean Lefebvre - gendarm Lucien Fougasse
- Guy Grosso - gendarm Gaston Tricard
- Michel Modo - gendarm Jules Berlicot
- France Rumilly - syster Clotilde
- Nicole Vervil - Mme Gerber
- Maurizio Bonuglia - Nicoles fästman